# Vinbärsrost
Vinbärsrost (Puccinia ribis) är en svampart som beskrevs av DC. 1805. Puccinia ribis ingår i släktet Puccinia,  och familjen Pucciniaceae.   Inga underarter finns listade.